# Fraxinus
Fraxinus é um gênero botânico da família Oleaceae. Ocorre na área subtropical temperada  do hemisfério norte. É comumente chamado freixo, embora esse nome também se aplique, mais especificamente, à espécie Fraxinus excelsior. Possui várias sinonímias: Apilia, Aplilia, Calycomelia, Fraxinoides, Leptalix, Mannaphorus, Meliopsis, Ornanthes, Ornus, Petlomelia, Samarpsea.

## Espécies
É composto por algo entre 45 e 65 espécies, das quais podemos destacar:
| Leste da América do Norte - Fraxinus americana - Fraxinus caroliniana - Fraxinus nigra - Fraxinus pennsylvanica - Fraxinus profunda - Fraxinus quadrangulata - Fraxinus tremillium | Oeste e sudoeste da América do Norte - Fraxinus anomala - Fraxinus berlandieriana - Fraxinus cuspidata - Fraxinus dipetala - Fraxinus dubia - Fraxinus gooddingii - Fraxinus greggii - Fraxinus latifolia - Fraxinus lowellii - Fraxinus papillosa - Fraxinus purpusii - Fraxinus rufescens - Fraxinus texensis - Fraxinus uhdei - Fraxinus velutina | Oeste do Paleártico (Europa, norte da África e sudoeste da Ásia) - Fraxinus angustifolia - Fraxinus dimorpha - Fraxinus excelsior - Fraxinus holotricha - Fraxinus ornus - Fraxinus syriaca - Fraxinus pallisiae | Leste do Paleártico (Ásia central e oriental) - Fraxinus apertisquamifera - Fraxinus baroniana - Fraxinus bungeana - Fraxinus chinensis - Fraxinus chiisanensis - Fraxinus floribunda - Fraxinus griffithii - Fraxinus hubeiensis - Fraxinus japonica - Fraxinus lanuginosa - Fraxinus longicuspis - Fraxinus malacophylla - Fraxinus mandschurica - Fraxinus mariesii - Fraxinus micrantha - Fraxinus paxiana - Fraxinus platypoda - Fraxinus raibocarpa - Fraxinus sieboldiana - Fraxinus spaethiana - Fraxinus trifoliata - Fraxinus xanthoxyloides |

## Galeria

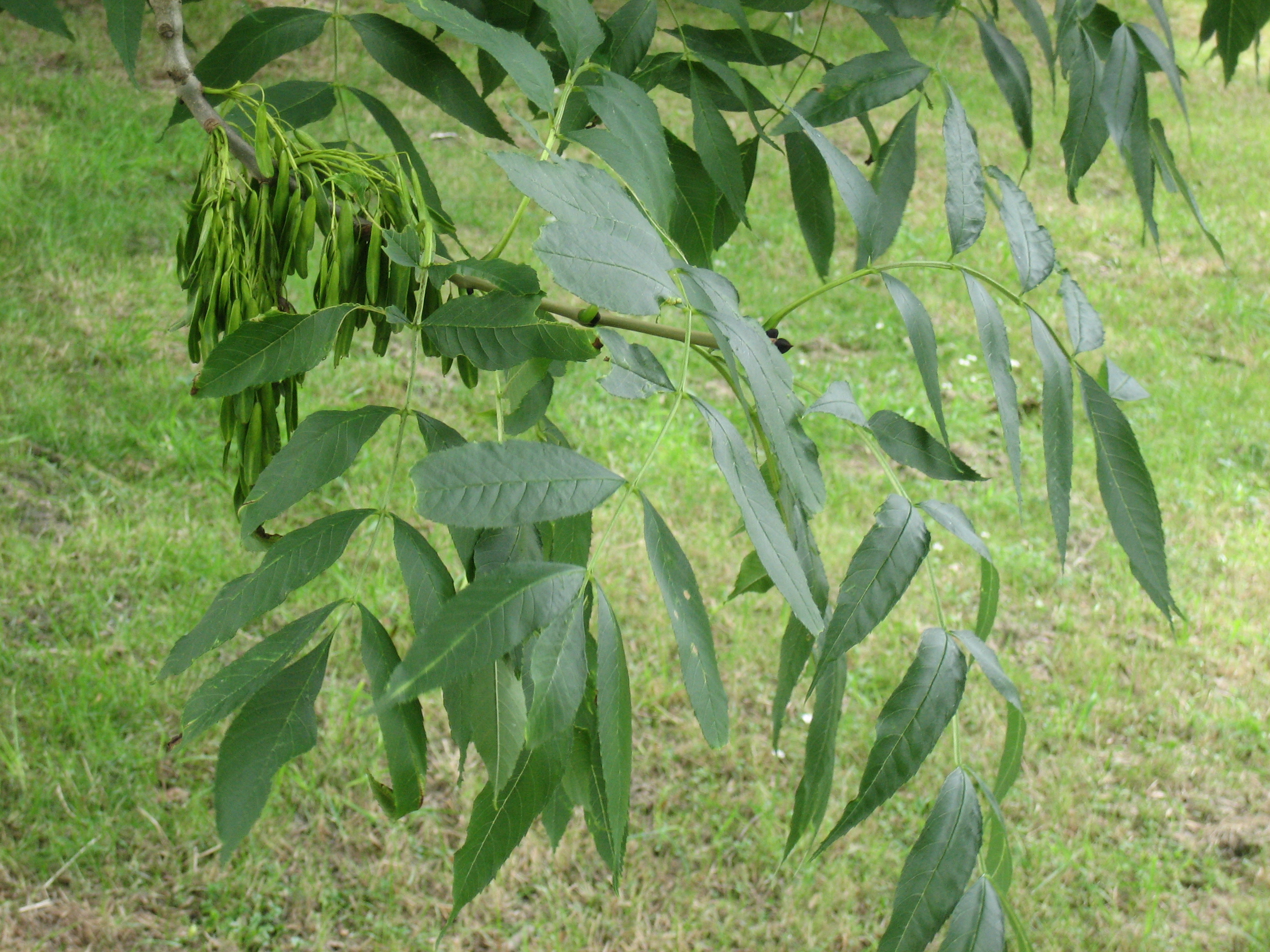
Freixo (Fraxinus excelsior)
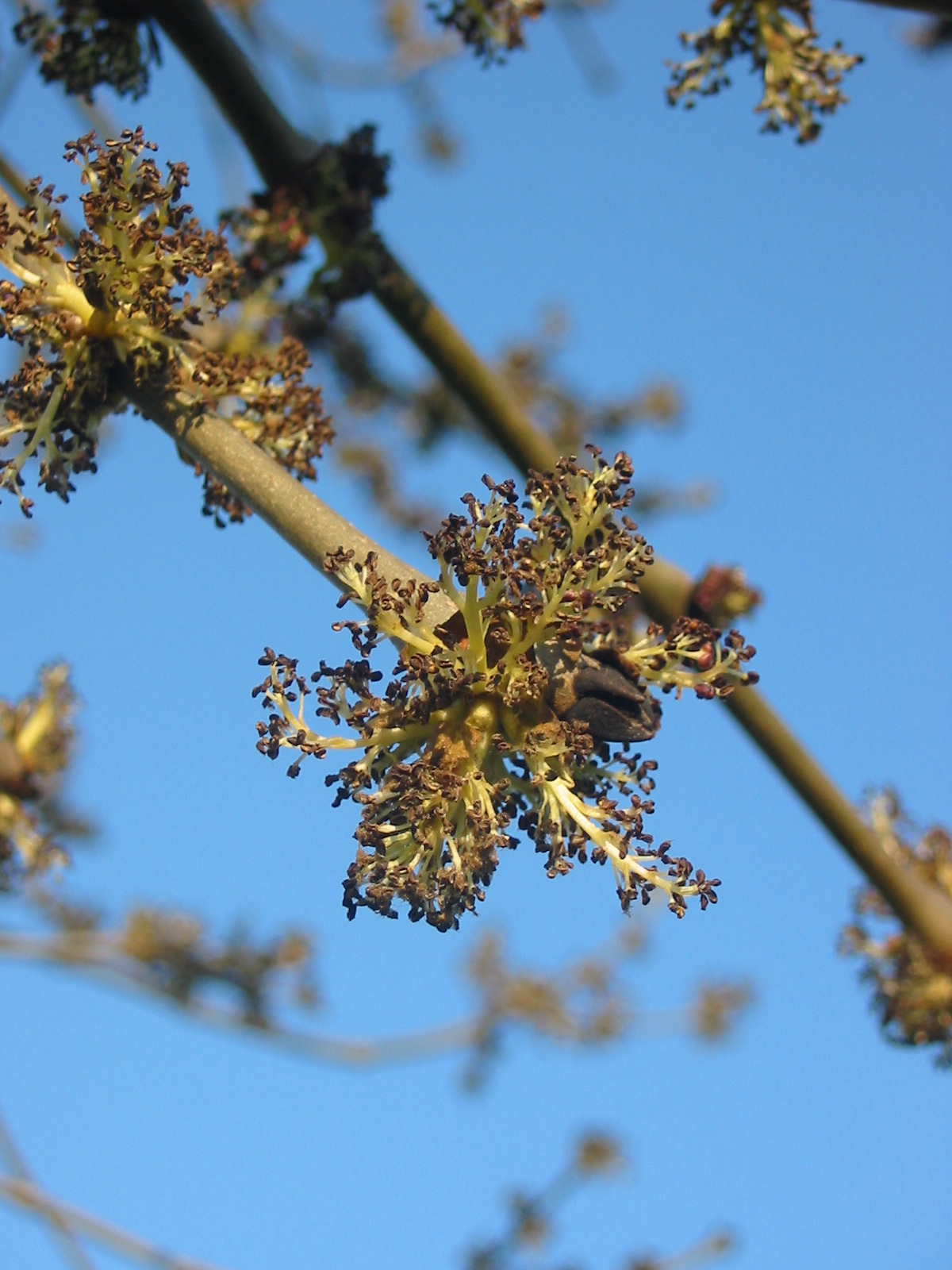
Flor de freixo
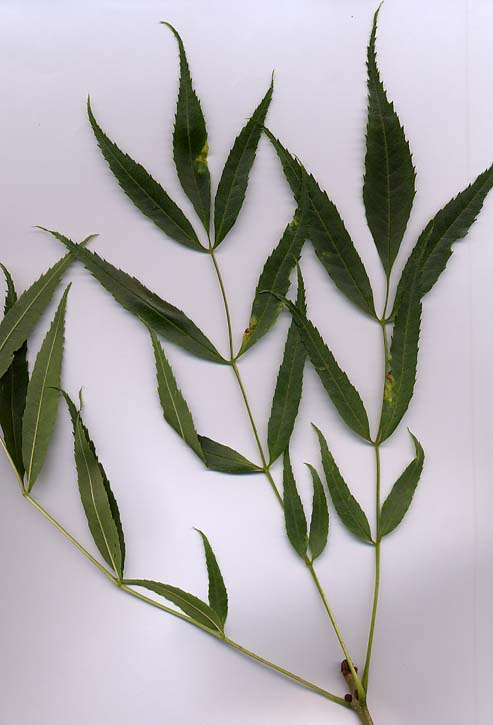
Fraxinus angustifolia com folhas
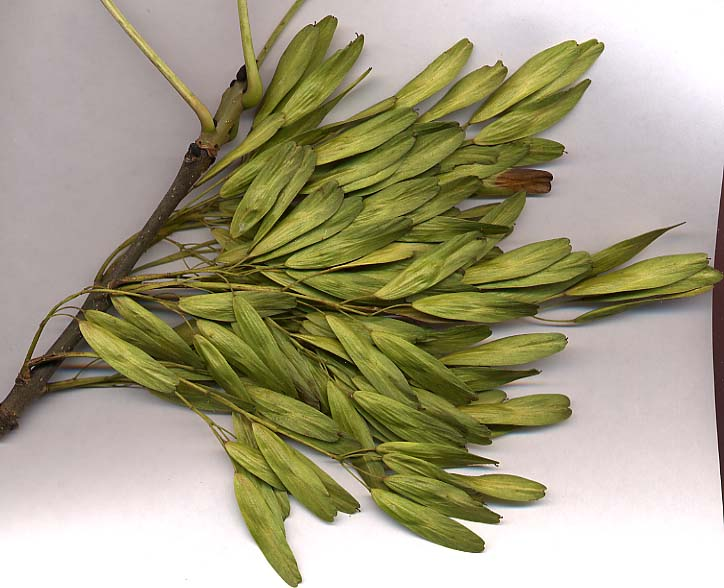
Sementes de freixo
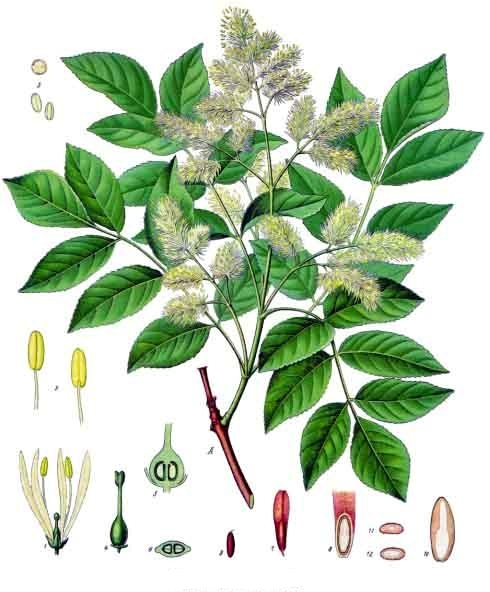
Ilustração de Fraxinus ornus do século XIX

## Classificação do gênero
| Sistema | Classificação                   | Referência               |
| ------- | ------------------------------- | ------------------------ |
| Linné   | Classe Polygamia, ordem Dioecia | Species plantarum (1753) |